# Kościół Świętych Apostołów Piotra i Pawła w Sobocie
Kościół Świętych Apostołów Piotra i Pawła – rzymskokatolicki kościół parafialny należący do dekanatu Piątek diecezji łowickiej.

## Historia i architektura
Jest to świątynia wybudowana z cegły i kamienia na miejscu poprzedniej budowli. Kościół jest orientowany i został wzniesiony w stylu gotycko-renesansowym, ufundował go w 1518 roku Tomasz Sobocki. Budowla składa się z nawy i węższego od niej prostokątnego prezbiterium. Przy nim od strony południowej znajduje się przybudówka, mieszcząca zakrystię i skarbczyk. Od strony południowej przy nawie jest dostawiona kruchta. Nawę nakrywa sklepienie kolebkowe z lunetami, prezbiterium nakrywa sklepienie gwieździste, zakrystię nakrywa sklepienie kryształowe, a skarbczyk nakrywa sklepienie kolebkowe. Wewnątrz świątyni znajdują się trzy ołtarze. Na zewnątrz budowla jest opięta przyporami. We wnętrzu są umieszczone przyścienne, wykonane z piaskowca nagrobki Tomasza Sobockiego (zmarłego w 1527 roku), Jakuba Sobockiego (zmarłego w 1540 roku) i Cypriana Zawiszy Czarnego (zmarłego w 1827 roku). Tablica pamiątkowa ku czci tego ostatniego umieszczona jest w murze otaczającym kościół.